# هكتور موريسون
هكتور موريسون (بالإنجليزية: Hector Morison)‏ هو تاجر أسهم وسياسي بريطاني (وحمل سابقاً جنسية المملكة المتحدة لبريطانيا العظمى وأيرلندا)، ولد في 1850، وتوفي في 4 يونيو 1939. حزبياً، نشط في الحزب الليبرالي. في الانتخابات الفرعية في مجلس العموم البريطاني ‏، انتخب عضو برلمان المملكة المتحدة الـ30 عن دائرة Hackney South (UK Parliament constituency) ‏ (24 مايو 1912 – 25 نوفمبر 1918).